# Cupa Mitropa 1930
Ediția a IV-a a Cupei Mitropa a reunit la startul competiției cele mai bune 8 echipe din Austria, Ungaria, Cehoslovacia și Italia. Turneul nu a fost lipsit de surprize, cea mai fiind eliminarea în sferturi a campioanei en-titre Ujpest TE Budapesta de către echipa  debutantă AS Ambrosiana Milano.
Finala Cupei Mitropa, 1930, a fost de fapt reeditarea primei finale din 1927. SK Rapid Viena și AC Sparta Praga se reîntâlneau în finală. Pentru vienezi era cea de a treia finală în patru ani și era momentul să cucerească trofeul. În meciul tur, Rapid nu și-a dezamăgit suporterii învingând formația AC Sparta Praga cu scorul de 2-0. Pentru  oamenii de fot ai vremii a fost o victorie surprinzătore mai ales că meciul s-a disputat le Praga. În retur austriecii au învins cu 3-2 cucerind astfel primul lor trofeu.

## Echipele participante pe națiuni
| Austria      | SK Rapid Viena First Vienna FC 1894                 |
| Ungaria      | Ujpest TE Budapesta Ferencvaros TC Budapesta        |
| Cehoslovacia | AC Sparta Praga SK Slavia Praga                     |
| Italia       | Genova 1893 Circolo del Calcio AS Ambrosiana Milano |

## Etape

### Sferturi
| Echipa 1                       | General | Echipa 2        | Prima manșă | A doua manșă |
| ------------------------------ | ------- | --------------- | ----------- | ------------ |
| Slavia Praga                   | 2 - 3   | Ferencvárosi TC | 2 - 2       | 0 - 1        |
| Sparta Praga                   | 5 - 3   | First Vienna FC | 2 - 1       | 3 - 2        |
| Genova 1893 Circolo del Calcio | 2 - 7   | SK Rapid Viena  | 1 - 1       | 1 - 6        |
| Újpest FC                      | 6 - 6   | AS Ambrosiana   | 2 - 4       | 4 - 2        |

Primul play-off dintre Újpest FC și AS Ambrosiana s-a terminat la egalitate, scor 1-1, după prelungiri.
Al doilea play-off dintre Újpest FC și AS Ambrosiana s-a terminat cu victoria cu 5-3 a echipei AS Ambrosiana.

### Semifinale
| Echipa 1       | General | Echipa 2        | Prima manșă | A doua manșă |
| -------------- | ------- | --------------- | ----------- | ------------ |
| AS Ambrosiana  | 3 - 8   | Sparta Praga    | 2 - 2       | 1 - 6        |
| SK Rapid Viena | 5 - 2   | Ferencvárosi TC | 5 - 1       | 0 - 1        |

### Finale
| Echipa 1     | General | Echipa 2       | Prima manșă | A doua manșă |
| ------------ | ------- | -------------- | ----------- | ------------ |
| Sparta Praga | 3 - 4   | SK Rapid Viena | 0 - 2       | 3 - 2        |

## Golgheterii Ediției a IV-a, Cupa Mitropa 1930
| Locul | Golgheter        | Club                 | Goluri |
| ----- | ---------------- | -------------------- | ------ |
| 1     | Giuseppe Meazza  | AS Ambrosiana Milano | 7      |
| 2     | Josef Košťálek   | AC Sparta Praga      | 6      |
| 3     | Ștefan Auer      | Ujpest TE Budapesta  | 4      |
| 3     | Raymond Braine   | AC Sparta Praga      | 4      |
| 3     | Matthias Kaburek | SK Rapid Viena       | 4      |
| 3     | Ferdinand Wesely | SK Rapid Viena       | 4      |
| 7     | János Sólyom     | Ujpest TE Budapesta  | 3      |
| 7     | Johann Luef      | SK Rapid Viena       | 3      |
| 7     | Pietro Serantoni | AS Ambrosiana Milano | 3      |
| 7     | Franz Weselik    | SK Rapid Viena       | 3      |

## Leggături externe
- Cupa Mitropa
- Cupa Mitropa 1930 la Fundația pentru Statistica Fotbalului